# 性质 (哲学)
在逻辑学、数学和哲学中，性质（英語：property）是对象的特征，例如：红苹果的性质包括红性（直译：红的-名词标记）。性质可以被认为是对象拥有的形式。但是，性质和那些独立的例示的对象不同，而且一个对象的性质也常常不止一个。哲学上的性质与逻辑学/数学的类的概念不同，因为这里的类没有外延；它也与哲学上的类不同，因为类里的性质可以被认为是区别于对象拥有的性质。在某种程度上，不同的独立实体可以有相同的性质，理解这一点，就是普遍性问题的基础。
哲学上的性质通常被认为是柏拉图主义的。